# Opernbesetzungen des Theaters an der Wien seit 2011

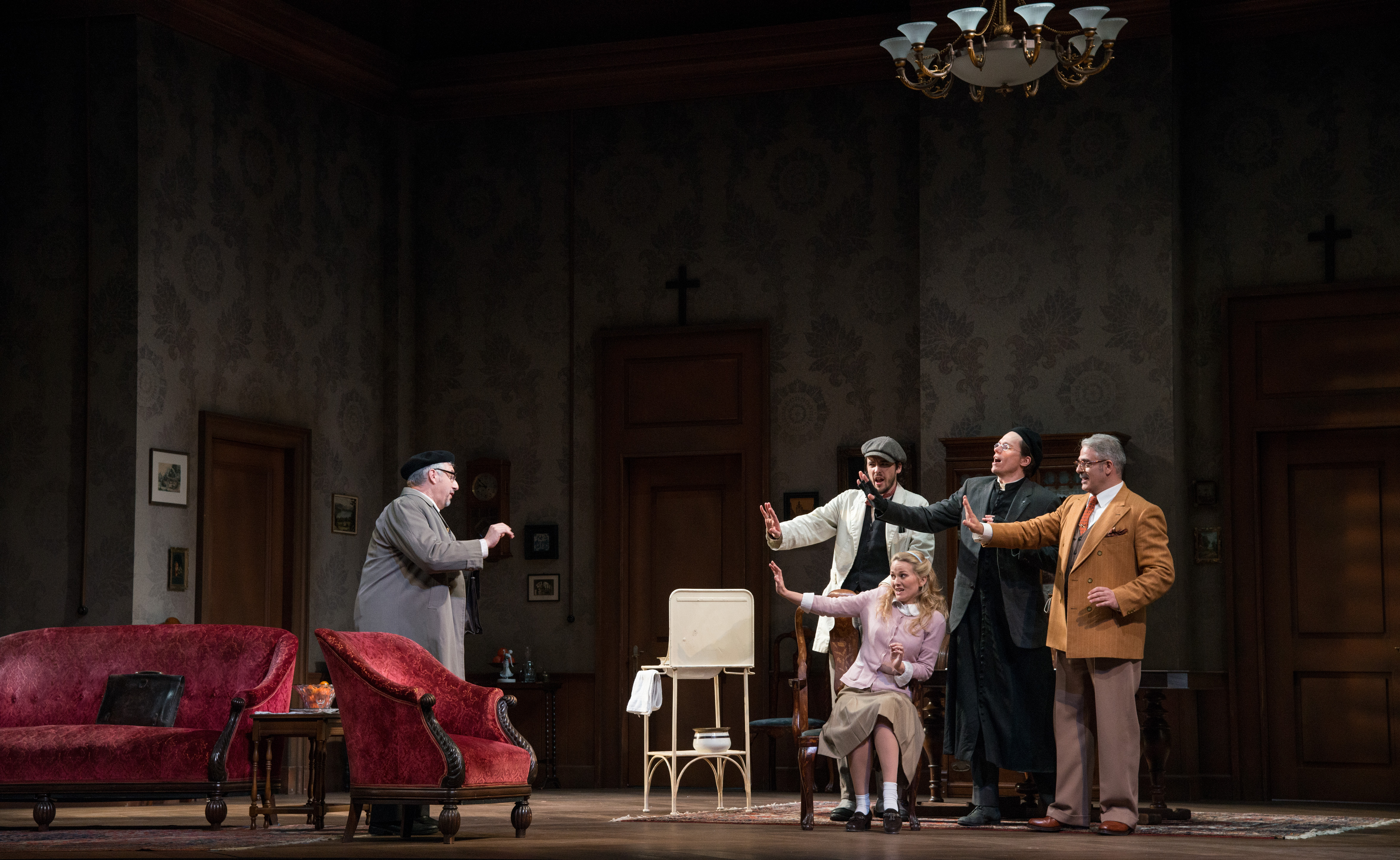
Il barbiere di Siviglia im Theater an der Wien, 2015

Die Opernbesetzungen des Theaters an der Wien seit 2011 beinhalten alle Sänger und Sängerinnen, sowie die Leading Teams aller Opern, welche seit Jahresbeginn 2011 am Theater an der Wien szenisch aufgeführt wurden. Dieses Opernhaus der Stadt Wien hat sich europaweit als hochrespektiertes Musiktheater etabliert und gilt als Spezialist sowohl für Barockopern, als auch für die Oper des 20. und 21. Jahrhunderts. Direktor des Hauses ist seit 2006 Roland Geyer.

## Spielzeit 2010–11
| The Rape of Lucretia, Libretto von Ronald Duncan nach einem Schauspiel von André Obey, Musik von Benjamin Britten, 17. Februar bis 1. März 2011 | | | |
| Klangforum Wien Sian Edwards | Keith Warner Ashley Martin-Davis Mark Jonathan                                                                              | Angel Blue Female Chorus Angelika Kirchschlager Lucretia Jean Rigby Bianca Anja Nina Bahrmann Lucia | Kim Begley Male Chorus Jonathan Lemalu Collatinus Markus Butter Junius Nathan Gunn Tarquinius |
| Rodelinda, Regina de’ Longobardi, Libretto von Nicola Francesco Haym, Musik von Georg Friedrich Händel, 20. bis 31. März 2011                   | | | |
| Concentus Musicus Wien Nikolaus Harnoncourt | Philipp Harnoncourt Herbert Murauer Bernd Purkrabek Thom Stuart Choreografie Barbara Pral Mitarbeit Ausstattung             | Danielle de Niese Rodelinda Malena Ernman Eduige Irene Budischowsky, Daniela Klassen, Lisa Mersi Hausbewohner | Bejun Mehta Bertarido Kurt Streit Grimoaldo Konstantin Wolff Garibaldo Matthias Rexroth Unulfo Luis Neuhold Flavio Angelo Margiol Flavios Freund Andreas Gräbe, Adem Karaduman, Eric Lomas, Rochus Weiser Hausbewohner                        |
| Dialogues des Carmélites, Libretto nach Gertrud von Le Fort und Georges Bernanos, Musik von Francis Poulenc, 16. bis 29. April 2011             | | | |
| ORF Radio-Symphonieorchester Wien Arnold Schoenberg Chor Erwin Ortner Chorleitung Bertrand de Billy                                             | Robert Carsen Michael Levine, Falk Bauer Jean Kalman Philippe Giraudeau Choreografie Didier Kersten Szenische Einstudierung | Patricia Petibon Blanche Deborah Polaski Madame de Croissy Heidi Brunner Madame Lidoine Michelle Breedt Mère Marie Hendrickje van Kerckhove Sœur Constance Magdalena Anna Hofmann Mère Jeanne Christa Ratzenböck Sœur Mathilde | Jochen Schmeckenbecher Marquis de La Force Yann Beuron Le Chevalier de la Force Jürgen Sacher L’Aumônier (Der Beichtvater) Eric Årman 1er Commissaire, Craig Smith 2éme Commissaire Dominik Köninger Geôlier \| Officier Andreas Wolf Thierry |

## Spielzeit 2011–12
| The Turn of the Screw, Libretto von Myfanwy Piper, Musik von Benjamin Britten, 14. bis 27. September 2011, sechs Aufführungen                                                                                 | | | |
| ORF Radio-Symphonieorchester Wien Cornelius Meister | Robert Carsen Robert Carsen, Luis Carvalho Robert Carsen, Peter van Praet Finn Ross Video                                  | Sally Matthews The Governess Ann Murray Mrs. Grose Jennifer Larmore Miss Jessel Eleanor Burke, Julia Storm Flora | Nikolai Schukoff The Prologue, Peter Quint Teddy Favre-Gilly, Stefan Leadbeater Miles |
| Serse, Dramma per musica in drei Akten, Librettist unbekannt, Musik von Georg Friedrich Händel, 16. Oktober 2011                                                                                              | | | |
| Ensemble Matheus Arnold Schoenberg Chor Erwin Ortner Chorleitung Jean-Christophe Spinosi | Adrian Noble Tobias Hoheisel Alan Burrett                                                                                  | Malena Ernman Serse Luciana Mancini Amastre Adriana Kučerová Romilda Danielle de Niese Atalanta | Bejun Mehta Arsamene Anton Scharinger Ariodate Andreas Wolf Elviro |
| Gogol, Oper in sieben Szenen und drei Akten von Lera Auerbach, Uraufführung, 15. November 2011 (Auftragswerk des Theater an der Wien)                                                                         | | | |
| ORF Radio-Symphonieorchester Wien Arnold Schoenberg Chor Erwin Ortner Chorleitung Grazer Kapellknaben, Mozart Knabenchor Wien Vladimir Fedoseyev                                                              | Christine Mielitz Johannes Leiacker, Kaspar Glarner Stefan Bolliger Arila Siegert Choreografie Christian Baier Dramaturgie | Natalia Ushakova Poshlust, Hexe Stella Grigorian Tod Tatiana Plotnikova Maria, Gogols Mutter, Braut Nr. 1 Anna Gorbachyova Braut Nr. 2, Stimme der Nymphe Iwona Sakowicz Braut Nr. 3 Maria Peniaz Nymphe Barbora Kohoutková Nymphe | Martin Winkler Gogol Otto Katzameier Gogol Ladislav Elgr Bes Sebastian Schaffer, Florian Lienhart Nikolka Deyan Vatchkov Priester, Herr Doktor, Vijs Stimme Tim Severloh Richter Falko Hönisch Staatsanwalt, Verteidiger |
| L’Orfeo, Libretto von Alessandro Striggio, Musik von Claudio Monteverdi, 14. bis 31. Dezember 2011, sechs Aufführungen                                                                                        | | | |
| Freiburger Barockorchester Monteverdi Continuo Ensemble Arnold Schoenberg Chor Ivor Bolton | Claus Guth Christian Schmidt Olaf Winter Arian Andiel Videodesign                                                          | Mari Eriksmoen Euridice Katija Dragojevic La Musica, Messaggiera, Speranza Suzana Ograjenšek Proserpina, Ninfa | John Mark Ainsley Orfeo Phillip Ens Caronte, Plutone Mirko Guadagnini Apollo Cyril Auvity, Jeroen de Vaal, Maciej Idziorek, Jakob Huppmann Pastori, Spiriti |
| Iolanta von Peter Iljitsch Tschaikowski / Francesca da Rimini von Sergei Rachmaninow, 19. bis 31. Jänner 2012                                                                                                 | | | |
| Radio-Symphonieorchester Wien Arnold Schoenberg Chor Erwin Ortner Chorleitung Vassily Sinaisky | Stephen Lawless Benoît Dugardyn, Jorge Jara Patricia Collins Lynne Hockney Choreografie                                    | | |
| Radio-Symphonieorchester Wien Arnold Schoenberg Chor Erwin Ortner Chorleitung Vassily Sinaisky | Stephen Lawless Benoît Dugardyn, Jorge Jara Patricia Collins Lynne Hockney Choreografie                                    | Olga Mykytenko Iolanta Svetlana Shilova Martha Rinnat Moriah Brigitta Victoria Yarovaya Laura Barbora Kohoutková Mathilda (Tänzerin)                                                                                               | Dmitry Belosselsky König René, Iolantas Vater Dalibor Jenis Robert Saimir Pirgu Godefroy de Vaudémont Elchin Azizov Ibn-Hakia Ladislav Elgr Alméric Vladimir Baykov Bertrand |
| | | Olga Mykytenko Francesca | Ladislav Elgr Dante Vladimir Baykov Vergils Geist Dmitry Belosselsky Lanceotto Malatesta Saimir Pirgu Paolo |
| Telemaco, Oper von Christoph Willibald Gluck, 19. bis 29. Februar 2012 | | | |
| Akademie für Alte Musik Berlin Arnold Schoenberg Chor Erwin Ortner Chorleitung René Jacobs | Torsten Fischer Vasilis Triantafyllopoulos, Herbert Schäfer Diego Leetz Herbert Schäfer Dramaturgie                        | Anett Fritsch Merione Valentina Farcas Asteria Alexandrina Pendatchanska Circe Anna Franziska Srna Penelope | Rainer Trost Ulisse Bejun Mehta Telemaco |
| Les Contes d’Hoffmann, Libretto von Jules Barbier und Michel Carré, Musik von Jacques Offenbach, 19. bis 29. März 2012                                                                                        | | | |
| Wiener Symphoniker Arnold Schoenberg Chor Erwin Ortner Chorleitung Riccardo Frizza | William Friedkin Michael Curry, Herbert Murauer Mark Jonathan Davide Broccoli Visual Technology                            | Mari Eriksmoen Olympia Juanita Lascarro Antonia Angel Blue Giulietta Magdalena Anna Hofmann Stella Roxana Constantinescu Muse \| Niklausse Ann-Beth Solvang Le mere d’Antonia                                                      | Kurt Streit Hoffmann Aris Argiris Lindorf \| Coppélius \| Docteur Miracle \| Dapertutto Oliver Ringelhahn Spalanzani Pavel Kudinov Crespel \| Luther Andreas Conrad Andrès \| Cochenille \| Frantz \| Pitichinaccio Martijn Cornet Schlémil \| Hermann Julien Behr Nathanael Maciej Idziorek Wilhelm Onwuama Richson Puppenspieler  |
| Hamlet, Libretto von Michel Carré und Jules Barbier nach der Tragödie von Shakespeare, Musik von Ambroise Thomas, 23. April bis 5. Mai 2012, sechs Aufführungen, Koproduktion mit dem Grand Théâtre de Genève | | | |
| Wiener Symphoniker Arnold Schoenberg Chor Marc Minkowski | Olivier Py Pierre-André Weitz Bertrand Killy                                                                               | Christine Schäfer Ophélie Stella Grigorian La Reine Gertrude | Stéphane Degout Hamlet Phillip Ens Claudius Pavel Kudinov Polonius Frédéric Antoun Laërte Jerôme Varnier Le Spectre Martijn Cornet Horatio \| Premier Fossoyeur Julien Behr Marcellus \| Deuxième Fossoyeur Randolf Destaller, Uli Kirsch, Ingo Raabe, Daniel Ruben Rüb, Pavel Strasil & Marcus Wagner Schauspieler                 |
| Les Contes d’Hoffmann, Libretto von Jules Barbier und Michel Carré, Musik von Jacques Offenbach, 4. bis 10. Juli 2012 (Neufassung der Friedkin-Inszenierung)                                                  | | | |
| Wiener Symphoniker Arnold Schoenberg Chor Erwin Ortner Chorleitung Riccardo Frizza | Roland Geyer Herbert Murauer Norbert Chmel Rainer Vierlinger Regiemitarbeit Peter Karolyi Choreografische Mitarbeit        | Marlis Petersen Stella \| Olympia \| Antonia \| Giulietta Roxana Constantinescu Muse \| Niklausse Ann-Beth Solvang Le mere d’Antonia                                                                                               | Arturo Chacón-Cruz Hoffmann John Relyea Lindorf \| Coppélius \| Docteur Miracle \| Dapertutto Oliver Ringelhahn Spalanzani Pavel Kudinov Crespel \| Luther Erik Årman Wolfram \| Fotograf \| Frantz \| Pitichinaccio Martijn Cornet Schlémil \| Hermann Julien Behr Nathanael Maciej Idziorek Wilhelm Onwuama Richson Puppenspieler |
| La donna del lago, 10. bis 19. August 2012, fünf Aufführungen, Koproduktion mit dem Grand Théâtre de Genève                                                                                                   | | | |
| ORF Radio-Symphonieorchester Wien Arnold Schoenberg Chor Leo Hussain | Christof Loy, Axel Weidauer Herbert Murauer Reinhard Traub Thomas Wilhelm Choreographie                                    | Malena Ernman Elena Varduhi Abrahamyan Malcom Groeme Bénédicte Tauran Albina | Luciano Botelho Giacomo Gregory Kunde Rodrigo di Dhu Maurizio Murano Douglas d’Angus Erik Årman Serano |

## Spielzeit 2012–13
| Il ritorno d’Ulisse in patria, Libretto von Giacomo Badoaro nach der Odyssee des Homer, Musik von Claudio Monteverdi, 7. bis 17. September 2012, fünf Aufführungen |                                                                                       | | |
| Les Talens Lyriques Christophe Rousset | Claus Guth Christian Schmidt Bernd Purkrabek Arian Andiel Video                       | Delphine Galou Penelope Katija Dragojevic Melanto Sabina Puértolas Minerva, Amore Cornelia Horak Giunone, La Fortuna Milena Storti Ericlea | Garry Magee Ulisse Pavel Kolgatin Telemaco Marcel Beekman Eumete Igor Bakan Antinoo Jörg Schneider Iro Emanuele d’Aguanno Giove Phillip Ens Nettuno, Il Tempo Rupert Enticknap L’Umana fragilitá, Pisandro Tamás Tarjányi Anfinomo, Feace 2                                                       |
| Il trittico, Libretti von Giuseppe Adami und Giovacchino Forzano, Musik von Giacomo Puccini, 10. bis 23. Oktober 2012, sechs Aufführungen                          |                                                                                       | | |
| Radio-Symphonieorchester Wien Arnold Schoenberg Chor Rani Calderon                                                                                                 | Damiano Michieletto Paolo Fantin, Carla Teti Alessandro Carletti                      | Il tabarro Patricia Racette Giorgetta Stella Grigorian La Frugola Ekaterina Sadovnikova Amante | Maxim Aksenov Luigi Roberto Frontali Michele Maurizio Lo Piccolo Il Talpa Jürgen Sacher Il Tinca Paolo Fanale Amante Andrew Owens Un venditore di canzonette |
| Radio-Symphonieorchester Wien Arnold Schoenberg Chor Rani Calderon                                                                                                 | Damiano Michieletto Paolo Fantin, Carla Teti Alessandro Carletti                      | Suor Angelica Patricia Racette Suor Angelica Marie-Nicole Lemieux La Zia Principessa Stella Grigorian La Badessa Ann-Beth Solvang La Suora Zelatrice Celia Sotomayor La Maestra delle Novizie Ekaterina Sadovnikova Suor Genovieffa Gaia Petrone Suora Infermiera Carola Glaser Prima Cercatrice Milena Arsovska Seconda Cercatrice Lilja Gudmundsdottir La novizia, Suor Osima Frederikke Kampmann La prima conversa, Suor Dolcina Johanna Krokovay La seconda conversa | |
| Radio-Symphonieorchester Wien Arnold Schoenberg Chor Rani Calderon                                                                                                 | Damiano Michieletto Paolo Fantin, Carla Teti Alessandro Carletti                      | Gianni Schicchi Ekaterina Sadovnikova Lauretta Marie-Nicole Lemieux Zita Carola Glaser Nella Stella Grigorian La Ciesca | Roberto Frontali Gianni Schicchi Paolo Fanale Rinuccio Jürgen Sacher Gherardo Leonid Sushon Gherardino Biagio Pizzuti Betto Maurizio Lo Piccolo Simone Andrea Porta Marco Rupert Bergmann Maestro Spinelloccio Dario Giorgele Amantio di Nicolao Maciej Idziorek Pinellino Ben Connor Guccio      |
| Iphigénie en Aulide, 8. bis 22. November 2012, sechs Aufführungen                                                                                                  |                                                                                       | | |
| Wiener Symphoniker Arnold Schoenberg Chor Alessandro De Marchi | Torsten Fischer Vasilis Triantafillopoulos, Herbert Schäfer David Haneke Videodesign  | Myrtò Papatanasiu Iphigénie Michelle Breedt Clytemnestre Viktorija Bakan Premiére grecque Natalia Kawałek-Plewniak Deuxiéme grecque Anna Franziska Srna Schauspielerin | Bo Skovhus Agamemnon Paul Groves Achille Pavel Kudinov Calchas Zoltán Nagy Patrocle Edward Grint Arcas |
| Mathis der Maler, 12. bis 28. Dezember 2012, fünf Aufführungen |                                                                                       | | |
| Wiener Symphoniker Slowakischer Philharmonischer Chor Bertrand de Billy                                                                                            | Keith Warner Johan Engels, Emma Ryott Mark Jonathan                                   | Manuela Uhl Ursula Katerina Tretyakova Regina Magdalena Anna Hofmann Gräfin Helfenstein | Wolfgang Koch Mathis Kurt Streit Albrecht von Brandenburg Martin Snell Lorenz von Pommersfelden Charles Reid Wolfgang Capito Franz Grundheber Riedinger Raymond Very Hans Schwalb Oliver Ringelhahn Sylvester von Schaumburg Andrew Owens Der Pfeifer des Grafen Ben Connor Truchseß von Waldburg |
| Radamisto, 20. bis 31. Januar 2013, sechs Aufführungen |                                                                                       | | |
| Freiburger Barockorchester René Jacobs | Vincent Boussard Vincent Lemaire, Christian Lacroix Guido Levi                        | Sophie Karthäuser Polissena Patricia Bardon Zenobia | David Daniels Radamisto Florian Boesch Tiridate Jeremy Ovenden Tigrane Fulvio Bettini Farasmane |
| Le comte Ory, 16. bis 27. Februar 2013, sechs Aufführungen, Kooperation mit dem Opernhaus Zürich                                                                   |                                                                                       | | |
| Ensemble Matheus Arnold Schoenberg Chor Jean-Christophe Spinosi | Moshe Leiser, Patrice Caurier Christian Fenouillat, Agostino Cavalca Christophe Forey | Pretty Yende, Cecilia Bartoli Adèle Regula Mühlemann Isolier Liliana Nikiteanu Ragonde Gaia Petrone Alice Anna Maria Sarra Coryphée Sopran 1 Çiğdem Soyarslan Coryphée Sopran 2 | Lawrence Brownlee Le Comte Ory Peter Kálmán Le Gouverneur Pietro Spagnoli Raimboud Rupert Enticknap Mainfroy Andrew Owens Coryphée Tenor, Gérard Ben Connor Coryphée Bariton 1 Igor Bakan Coryphée Bariton 2, un paysan                                                                           |
| Fidelio, 17. bis 28. März 2013, sechs Aufführungen |                                                                                       | | |
| Concentus Musicus Wien Arnold Schoenberg Chor Nikolaus Harnoncourt                                                                                                 | Herbert Föttinger Rolf Langenfass, Birgit Hutter Emmerich Steigenberger               | Juliane Banse Fidelio Anna Prohaska Marzelline | Martin Gantner Don Pizarro Michael Schade Florestan Lars Woldt Rocco Johannes Chum Jaquino Garry Magae Don Fernando Andrew Owens 1. Gefangener Ben Connor 2. Gefangener |
| Béatrice et Bénédict, 17. bis 29. April 2013, sechs Aufführungen                                                                                                   |                                                                                       | | |
| ORF Radio-Symphonieorchester Wien Arnold Schoenberg Chor Leo Hussain                                                                                               | Kasper Holten Es Devlin, Moritz Junge Bruno Poet                                      | Malena Ernman Béatrice Christiane Karg Héro Ann-Beth Solvang Ursule Madeline Ménager-Lefebvre Une femme | Bernard Richter Bénédict Nikolay Borchev Claudio Miklós Sebestyén Somarone Thomas Engel Léonato Martin Snell Don Pedro |
| Attila, 7. bis 18. Juli 2013, fünf Aufführungen |                                                                                       | | |
| ORF Radio-Symphonieorchester Wien Arnold Schoenberg Chor Gumpoldskirchner Spatzen Riccardo Frizza                                                                  | Peter Konwitschny Johannes Leiacker Manfred Voss                                      | Lucrecia Garcia Odabella | Dmitry Belosselsky Attila George Petean Ezio Nikolai Schukoff Foresto Stefan Cerny Leone Andrew Owens Uldino |

## Spielzeit 2013–14
| The Rake’s Progress, Neueinstudierung der Produktion von 2008, 16. bis 26. September 2013, fünf Aufführungen                  |                                                                                          | | |
| ORF Radio-Symphonieorchester Wien Arnold Schoenberg Chor Michael Boder                                                        | Martin Kušej, Herbert Stöger Annette Murschetz, Su Sigmund Friedrich Rom                 | Anna Prohaska Anne Truelove Anne Sofie von Otter Bab the Turk Carole Wilson Mother Goose                     | Toby Spence Tom Rackwell Bo Skovhus Nick Shadow Manfred Hemm Truelove Gerhard Siegel Sellem |
| A Harlot’s Progress, Text von Peter Ackroyd, Musik von Iain Bell, Uraufführung, 13. bis 27. Oktober 2013, sechs Aufführungen  |                                                                                          | | |
| Wiener Symphoniker Arnold Schoenberg Chor Mikko Franck                                                                        | Jens-Daniel Herzog Mathis Neidhardt, Sibylle Gädeke Jürgen Koß Ramses Sigl Choreographie | Diana Damrau Moll Hackabout Marie McLaughlin Mother Needham Tara Erraught Kitty                              | Christopher Gillett Mister Lovelace Nathan Gunn James Dalton Nicolas Testé Coach Driver, Officer, Jailer |
| Idomeneo, Libretto von Giambattista Varesco, Musik von Wolfgang Amadeus Mozart, 13. bis 24. November 2013, sechs Aufführungen |                                                                                          | | |
| Freiburger Barockorchester Arnold Schoenberg Chor Erwin Ortner Choreinstudierung René Jacobs                                  | Damiano Michieletto Paolo Fantin, Carla Teti Alessandro Carletti                         | Gaëlle Arquez Idamante Sophie Karthäuser Ilia Marlis Petersen Elettra                                        | Richard Croft Idomeneo Julien Behr Arbace Mirko Guadagnini Gran Sacerdote di Nettuno |
| Lazarus, ergänzt mit Musik von Charles Ives und Franz Schubert, 11. bis 23. Dezember 2013, sechs Aufführungen                 |                                                                                          | | |
| Wiener Symphoniker Arnold Schoenberg Chor Michael Boder                                                                       | Claus Guth Christian Schmidt Bernd Purkrabek                                             | Annette Dasch Maria Stephanie Houtzeel Martha Çiğdem Soyarslan Jemina                                        | Kurt Streit Lazarus Florian Boesch Simon Ladislav Elgr Nathanael Jan Petryka Nachthelle Paul Lorenger Tänzer |
| I due Foscari, 15. bis 27. Januar 2014, sechs Aufführungen                                                                    |                                                                                          | | |
| ORF Radio-Symphonieorchester Wien Arnold Schoenberg Chor James Conlon                                                         | Thaddeus Strassberger Kevin Knight, Mattie Ullrich Bruno Poet                            | Davinia Rodriguez Lucrezia Contarini Gaia Petrone Pisana                                                     | Plácido Domingo, Louis Otey Francesco Foscari Arturo Chacón-Cruz Jacopo Foscari Roberto Tagliavini Jacopo Loredano Andrew Owens Barbarigo Ioan Hotea Fante del Consiglio dei Dieci Marcell Krokovay Servo del Doge |
| Platée, 17. bis 28. Februar 2014, sechs Aufführungen                                                                          |                                                                                          | | |
| Les Arts Florissants Arnold Schoenberg Chor Paul Agnew                                                                        | Robert Carsen Gideon Davey Robert Carsen, Peter van Praet Nicolas Paul Choreographie     | Simone Kermes La Folie Emmanuelle de Negri Clarine, Amour Gan-ya Ben-gur Akselrod Thalie Emille Renard Junon | Marcel Beekman Platée Cyril Auvity Mercure, Thespis Edwin Crossley-Mercer Jupiter João Fernandes Momus, Satyre Marc Mauillon Cithéron, Momus (Prolog)                                                              |
| Messiah, Wiederaufnahme der Produktion von 2009, 14. bis 26. April 2014, sechs Aufführungen                                   |                                                                                          | | |
| Les Talens Lyriques Arnold Schoenberg Chor Christophe Rousset                                                                 | Claus Guth, Christoph Zauner Christian Schmidt Jürgen Hoffmann Ramses Sigl Choreographie | Maria Bengtsson Sopran 1 Ingela Bohlin Sopran 2 Nadia Kichler Gebärdendarstellerin                           | Bejun Mehta Countertenor Florian Boesch/Edwin Crossley-Mercer Bass Charles Workman Tenor Paul Lorenger Tänzer |
| La traviata, 1. bis 11. Juli 2014, fünf Aufführungen                                                                          |                                                                                          | | |
| ORF Radio-Symphonieorchester Wien Arnold Schoenberg Chor Sian Edwards                                                         | Peter Konwitschny Johannes Leiacker Joachim Klein                                        | Marlis Petersen Violetta Valéry Iwona Sakowicz Flora Gaia Petrone Annina                                     | Arturo Chacón-Cruz Alfredo Germont Roberto Frontali Giorgio Germont Andrew Owens Gastone Ben Connor Barone Douphol Igor Bakan Dottore Grenvil                                                                      |

## Spielzeit 2014–15
| Charodéyka, 14. bis 26. September 2014, sechs Aufführungen                                                                                           |                                                                                                  | | |
| ORF Radio-Symphonieorchester Wien Arnold Schoenberg Chor Mikhail Tatarnikov                                                                          | Christof Loy Christian Schmidt Bernd Purkrabek Thomas Wilhelm Choreographische Mitarbeit         | Agnes Zwierko Fürstin Jewpraxija Hanna Schwarz Nenila Asmik Grigorian Nastasja Natalia Kawałek-Plewniak Polya                                                | Johannes Martin Kränzle Fürst Kurljatew Maxim Aksenov Prinz Nikita Vladimir Ognovenko Mamyrow Martin Snell Foka Nikolay Didenko Kitschiga Erik Årman Balakin Andreas Conrad Paisi Stefan Cerny Potap Vasily Efimov Lukasch Martin Winkler Kudma Martijn Cornet Iwan Schuron   |
| Iphigénie en Aulide und Iphigénie en Tauride, 16. bis 29. Oktober 2014, sechs Aufführungen                                                           |                                                                                                  | | |
| Wiener Symphoniker Arnold Schoenberg Chor Leo Hussain                                                                                                | Torsten Fischer Regie und Licht Vasilis Triantafillopoulos Herbert Schäfer                       | Michelle Breedt Clytemnestre Lenneke Ruiten Iphigénie | Christoph Pohl Agamemnon Maxim Mironov Achille Andreas Jankowitsch Calchas |
| Wiener Symphoniker Arnold Schoenberg Chor Leo Hussain                                                                                                | Torsten Fischer Regie und Licht Vasilis Triantafillopoulos Herbert Schäfer                       | Véronique Gens Iphigénie Lenneke Ruiten Diane Çiğdem Soyarslan Première Prêtresse/Femme grecque Johanna Krokovay Deuxième Prêtresse                          | Christoph Pohl Thoas Stéphane Degout Oreste Rainer Trost Pylade Andreas Jankowitsch Sycthe/Le Ministre |
| Les pêcheurs de perles, 16. bis 30. November 2014, sechs Aufführungen                                                                                |                                                                                                  | | |
| ORF Radio-Symphonieorchester Wien Arnold Schoenberg Chor Jean-Christophe Spinosi                                                                     | Lotte de Beer Marouscha Levy Jorine van Beek Alex Brok Finn Ross Video                           | Diana Damrau Leïla, prêtresse de Brahma | Dmitry Korchak Nadir, pêcheur et ami de Zurga Nathan Gunn Zurga, pêcheur et chef du village Nicolas Testé Nourabad, grand-prêtre de Brahma |
| American Lulu, Neuinterpretation von Bergs Oper von Olga Neuwirth, 07. bis 11. Dezember 2014, drei Aufführungen                                      |                                                                                                  | | |
| Orchester der Komischen Oper Berlin Chor der Komischen Oper Berlin Johannes Kalitzke                                                                 | Kirill Serebrennikov Regie und Ausstattung Diego Leetz Gonduras Jitomirsky Video                 | Marisol Montalvo Lulu Della Miles Eleanor Jane-Lynn Steinbrunn Lulu-Double                                                                                   | Jacques-Greg Belobo Clarence Claudio Otelli Dr. Bloom Rolf Romei Jimmy/Young Man Dmitry Golovin Painter Hans-Peter Scheidegger Professor/Banker Frank Baer Commissioner |
| La straniera, 14. bis 28. Januar 2015, sieben Aufführungen                                                                                           |                                                                                                  | | |
| ORF Radio-Symphonieorchester Wien Arnold Schoenberg Chor Paolo Arrivabeni                                                                            | Christof Loy Annette Kurz Ursula Renzenbrink Franck Evin Thomas Jonigk Dramaturgie               | Edita Gruberová/Marlis Petersen Alaide Theresa Kronthaler Isoletta                                                                                           | Dario Schmunck/Norman Reinhardt Arturo Franco Vassallo Barone Valdeburgo Vladimir Dmitruk Osburgo Martin Snell Il Signore di Montolino Stefan Czerny Il priore degli Spedalieri                                                                                               |
| Il barbiere di Siviglia, Dramma giocoso von Giovanni Paisiello, 16. bis 27. Februar 2015, sechs Aufführungen                                         |                                                                                                  | | |
| Freiburger Barockorchester René Jacobs | Moshe Leiser, Patrice Caurier Christian Fenouillat Agostino Cavalca Christophe Forey             | Mari Eriksmoen Rosina | Topi Lehtipuu Il conte di Almaviva Pietro Spagnoli Bartolo Andrè Schuen Figaro Fulvio Bettini Don Basilio Erik Årman Il Giovenetto/Un Alcade Christoph Seidl Lo Svegliato/Un Notaro                                                                                           |
| Geschichten aus dem Wiener Wald, Oper in drei Teilen von HK Gruber nach dem Stück von Ödön von Horváth, UA, 14. bis 23. März 2015, fünf Aufführungen |                                                                                                  | | |
| Wiener Symphoniker Ensemble Nova HK Gruber | Michael Sturminger Renate Martin, Andreas Donhauser Olaf Winter Christine Hefel Choreographie    | Ilse Eerens Marianne Angelika Kirchschlager Valerie Anke Vondung Mutter Anja Silja Großmutter Ursula Langmayr Erste Tante Johanna von der Deken Zweite Tante | Daniel Schmutzhard Alfred Jörg Schneider Oskar Albert Pesendorfer Zauberkönig Michael Laurenz Erich Markus Butter Rittmeister/Beichtvater David Pittman-Jennings Mister Alexander Kaimbacher Der Hierlinger Ferdinand/Grammophon-Sänger/Conférencier Robert Maszl Havlitschek |
| Le nozze di Figaro, 11. bis 22. April 2015, sechs Aufführungen                                                                                       |                                                                                                  | | |
| Les Musiciens du Louvre Arnold Schoenberg Chor Mark Minkowski                                                                                        | Felix Breisach Jens Kilian Doris Maria Aigner Alessandro Carletti                                | Anett Fritsch Contessa di Almaviva Emöke Barath Susanna Ingeborg Gillebo Cherubino Gan-ya Ben-gur Akselrod Barbarina Helene Schneiderman Marcellina          | Stéphane Degout Il conte di Almaviva Alex Esposito Figaro Peter Kálmán Bartolo Sunnyboy Dladla Don Curzio/Basilio Zoltán Nagy Antonio |
| La mère coupable von Darius Milhaud nach Beaumarchais, 8. bis 17. Mai 2015, fünf Aufführungen                                                        |                                                                                                  | | |
| ORF Radio-Symphonieorchester Wien Leo Hussain | Herbert Föttinger Walter Vogelweider Birgit Hutter Emmerich Steigberger Ulrike Zemme Dramaturgie | Mireille Delunsch Rosine, Comtess Almaviva Frederikke Kampmann Florestine Angelika Kirchschlager Suzanne                                                     | Markus Butter Le Comte Almaviva Andrew Owens Léon Aris Argiris Figaro Stephan Loges Begearss Christoph Seidl Maître Fal |

## Spielzeit 2015–16
| Das Tagebuch der Anne Frank von Grigori Frid, 10. September 2015 | | | |
| Wiener Virtuosen Leo Hussain | Reto Nickler Szenische Einrichtung                                                                                     | Juliane Banse Anne Frank | |
| Hans Heiling, 13. bis 25. September 2015, sechs Aufführungen | | | |
| ORF Radio-Symphonieorchester Wien Arnold Schoenberg Chor Constantin Trinks                                                                                               | Roland Geyer Herbert Murauer Sibylle Gädeke Reinhard Traub Ramses Sigl Choreographie Elisabeth Geyer Dramaturgie       | Angela Denoke Königin der Erdgeister Katerina Tretyakova Anna, Heilings Braut Stephanie Houtzeel Getrude, ihre Mutter | Michael Nagy Hans Heiling Peter Sonn Konrad Christoph Seidl Stephan Patrick Maria Kühn Niklas |
| L’incoronazione di Poppea, 12. bis 23. Oktober 2015, sechs Aufführungen                                                                                                  | | | |
| Ensemble Matheus Jean-Christophe Spinosi | Claus Guth Christian Schmidt Olaf Winter Ramses Sigl Choreographie Konrad Kuhn Dramaturgie                             | Jennifer Larmore Ottavia Alex Penda Poppea Sabina Puértolas Drusilla Victorija Bakan Fortuna Natalia Kawałek-Plewniak Virtù/Pallade Gan-ya Ben-gur Akselrod Damigella Emilie Renard Valletto                                                   | Christophe Dumaux Ottone Valer Sabadus Nerone Franz-Josef Selig Seneca Marcel Beekman Nutrice José Manuel Zapata Arnalta Jake Arditti Amore/1. Famigliare Rupert Charlesworth vier kleinere Rollen Manuel Günther vier kleinere Rollen Christoph Seidl drei kleinere Rollen Tobias Greenhalgh Littore/Tribun                                                                                                  |
| Peter Grimes, 12. bis 22. Dezember 2015, fünf Aufführungen | | | |
| ORF Radio-Symphonieorchester Wien Arnold Schoenberg Chor Erwin Ortner Chorleitung Cornelius Meister                                                                      | Christof Loy Johannes Leiacker Judith Weihrauch Bernd Purkrabek Thomas Wilhelm Choreographie                           | Agneta Eichenholz Ellen Orford Hanna Schwarz Auntie Kiandra Howarth, Frederikke Kampmann Zwei Nichten Rosalind Plowright Mrs. Sedley | Joseph Kaiser Peter Grimes Gieorgij Puchalski John, sein Gehilfe Andrew Foster-Williams Balstrode Andreas Conrad Bob Boles Stefan Cerny Swallow Erik Årman Reverend Horace Adams Tobias Greenhalgh Ned Keene Lukas Jakobski Hobson |
| Die Dreigroschenoper, 13. bis 30. Jänner 2016, acht Aufführungen | | | |
| Klangforum Wien Arnold Schoenberg Chor Erwin Ortner Chorleitung Johannes Kalitzke                                                                                        | Keith Warner Inszenierung Boris Kudlicka Bühne Kaspar Glarner Kostüme Anthony van Laast Choreographie Bruno Poet Licht | Angelika Kirchschlager Frau Peachum Nina Bernsteiner Polly Peachum Anne Sofie von Otter Spelunkenjenny Gan-ya Ben-gur Akselrod Lucy Brown Isabell Pannagl Ede, Hure Nele Neugebauer Dolly Nahoko Fort-Nishigami Vixen Elizabeth Kanettis Betty | Tobias Moretti Macheath Florian Boesch Jonathan Jeremiah Peachum Markus Butter Tiger Brown Martin Berger Smith, Pastor Kimball Benjamin Plautz Filch, Konstabler Michael Schusser Trauer-Weiden Walter Florian Stanek Haken-Finger Jakob Nikolaus Firmkranz Münz-Matthias Juliusz M. Kubiak Ned, Konstabler Johannes Kemetter, Viktor Saxinger Gangster                                                       |
| Otello, 19. Februar bis 1. März 2016, sechs Aufführungen | | | |
| Wiener Symphoniker Arnold Schoenberg Chor Erwin Ortner Chorleitung Antonello Manacorda                                                                                   | Damiano Michieletto Inszenierung Paolo Fantin Bühne Carla Teti Kostüme Alessandro Carletti Licht                       | Nino Machaidze, Carmen Romeu Desdemona Gaia Petrone, Alix Le Saux Emilia | John Osborn Otello Vladimir Dmitruk Jago Maxim Mironov Rodrigo Fulvio Bettini Elmiro Barberigo Nicola Pamio Doge Julian Henao Gonzalez Gondoliere/Lucio |
| Agrippina, 18. bis 31. März 2016, fünf Aufführungen | | | |
| Balthasar-Neumann-Ensemble Thomas Hengelbrock | Robert Carsen Regie und Licht Gideon Davey Ausstattung Peter van Praet Licht Ian Galloway Video Ian Burton Dramaturgie | Patricia Bardon Agrippina Danielle de Niese Poppea | Jake Arditti Nerone Filippo Mineccia Ottone Mika Kares Claudio Damien Pass Pallante Tom Verney Narciso Christoph Seidl Lesbo |
| Capriccio, 18. bis 29. April 2016, fünf Aufführungen | | | |
| Wiener Symphoniker Bertrand de Billy | Tatjana Gürbaca Henrik Ahr Barbara Drosihn Stefan Bolliger Bettina Auer Dramaturgie                                    | Maria Bengtsson Die Gräfin Tanja Ariane Baumgartner Die Schauspielerin Clairon Elena Galitskaya Eine italienische Sängerin Agnes Guk Tänzerin                                                                                                  | Andrè Schuen Der Graf, Bruder der Gräfin Daniel Behle Flamand, ein Musiker Daniel Schmutzhard Olivier, ein Dichter Lars Woldt La Roche, Theaterdirektor Erik Årman Monsieur Taupe Jörg Schneider Ein italienischer Sänger Christoph Seidl Der Haushofmeister Sebastian Acosta, Thomas David Birch, Stefan Dolinar, Richard Helm, Florian Köfler, Marcell Krokovay, Max Lütgendorff, Angelo Pollak Acht Diener |
| El Juez, Libretto von Angelika Messner, Musik von Christian Kolonovits, 2. und 5. Juli 2016, zwei Aufführungen (mit dem Teatro Arriaga Bilbao und Kupfer Kultur & Media) | | | |
| ORF Radio-Symphonieorchester Wien Arnold Schoenberg Chor Erwin Ortner Chorleitung David Giménez                                                                          | Emilio Sagi Daniel Bianco Pepa Ojanguren Eduardo Bravo                                                                 | Sabina Puértolas Paula, Journalistin Ana Ibarra Äbtissin Maria José Suarez Maria \| Zweite Nonne Itziar de Unda Erste Nonne Milagros Martin Alte Frau                                                                                          | José Carreras Federico Ribas, Richter José Luis Sola Alberto García, Liedermacher Carlo Colombara Morales, Vizepräsident der Sauberen Hände Manel Esteve Paco, Kameramann Thomas David Birch, Julian Henao, Ben Connor, Stefan Cerny Vier Männer |

## Spielzeit 2016–17
| Hamlet von William Shakespeare und Anno Schreier, Libretto von Thomas Jonigk, Uraufführung, 14. bis 23. September 2016 (fünf Vorstellungen)                                                | | | |
| ORF Radio-Symphonieorchester Wien Arnold Schoenberg Chor Erwin Ortner Chorleitung Michael Boder                                                                                            | Christof Loy Johannes Leiacker Reinhard Traub | Marlis Petersen Gertrud, Königin Theresa Kronthaler Ophelia | Andrè Schuen Hamlet Jochen Kowalski Der tote Hamlet Bo Skovhus Claudius, König Kurt Streit Ein Pastor |
| Falstaff von William Shakespeare und Antonio Salieri, Libretto von Carlo Prospero De Franceschi, 12. bis 23. Oktober 2016 (sechs Vorstellungen)                                            | | | |
| Akademie für Alte Musik Berlin Arnold Schoenberg Chor Erwin Ortner Chorleitung René Jacobs                                                                                                 | Torsten Fischer Herbert Schäfer, Vasilis Triantafilopoulos Ausstattung Torsten Fischer, Ralf Sternberg Licht Pavel Strasil Choreographie Herbert Schäfer Dramaturgie | Anett Fritsch Mrs. Alice Ford Alex Penda Mrs. Slender Mirella Hagen Betty | Christoph Pohl Sir John Falstaff Maxim Mironov Mr. Ford Arttu Kataja Mr. Slender Robert Gleadow Bardolfo |
| Macbeth von William Shakespeare und Giuseppe Verdi, Libretto von Francesco Maria Piave, 11. bis 28. November 2016 (sieben Vorstellungen)                                                   | | | |
| Wiener Symphoniker Arnold Schoenberg Chor Erwin Ortner Chorleitung Bertrand de Billy | Roland Geyer Johannes Leiacker Ausstattung Bertrand Killy Peter Karolyi Choreographie David Haneke Video                                                             | Adina Aaron, Davinia Rodriguez Lady Macbeth Natalia Kawalek Dama di Lady Macbeth Magdalena Bönisch, Irina Mocnik Ecate                                                                                            | Roberto Frontali, Plácido Domingo Macbeth Stefan Kocan Banco Arturo Chacón-Cruz Macduff Andreas Jankowitsch Medico domestico di Macbeth |
| Don Giovanni von Lorenzo Da Ponte und Wolfgang Amadeus Mozart, 12. bis 31. Dezember 2016 (sieben Vorstellungen)                                                                            | | | |
| Mozarteumorchester Salzburg Arnold Schoenberg Chor Erwin Ortner Choreinstudierung Ivor Bolton                                                                                              | Keith Warner Michael Moxham Co-Regie Es Devlin Ausstattung Wolfgang Göbbel Licht Karl Alfred Schreiner Choreographie                                                 | Jane Archibald Donna Anna Jennifer Larmore Donna Elvira Mari Eriksmoen Zerlina | Nathan Gunn, Erwin Schrott Don Giovanni Jonathan Lemalu Leporello Lars Woldt Il Commendatore Saimir Pirgu, Martin Mitterrutzner Don Ottavio Tareq Nazmi Masetto |
| The Fairy-Queen Semi-Opera in fünf Akten (1692) nach Shakespeares Sommernachtstraum, Musik von Henry Purcell, Libretto von Thomas Betterton, 19. bis 30. Jänner 2017 (sechs Vorstellungen) | | | |
| Les Talens Lyriques Arnold Schoenberg Chor Erwin Ortner Chorleitung Christophe Rousset | Mariame Clément Julia Hansen Ausstattung Ulrik Gad Lucy Wadham Szenische Neukonzeption und Zusatztexte                                                               | Anna Prohaska Anna P., Sopranistin Marie-Claude Chappuis Marie-Claude C., Dramaturgin Carolina Lippo Carolina L., Requisiteurin                                                                                   | Kurt Streit Kurt S., Regisseur Florian Boesch Florian B., genannt Boesch, Ausstatter Rupert Charlesworth Rupert C., Schauspieler (Flute) Florian Köfler Florian K., Regieassistent |
| Peer Gynt von Henrik Ibsen und Werner Egk (1938), Libretto vom Komponisten in freier Neugestaltung, 17. Februar bis 1. März 2017 (sechs Vorstellungen)                                     | | | |
| ORF Radio-Symphonieorchester Wien Arnold Schoenberg Chor Erwin Ortner Chorleitung Leo Hussain                                                                                              | Peter Konwitschny Helmut Brade Ausstattung Guido Petzold Bettina Bartz Konzeptionelle Mitarbeit und Dramaturgie                                                      | Maria Bengtsson Solveig \| Die Rothaarige Natascha Petrinsky Aase \| Dritter Schwarzer Vogel Nazanin Ezazi Ingrid \| Kellnerin \| Erster Schwarzer Vogel Cornelia Horak Frau des Vogts \| Zweiter Schwarzer Vogel | Bo Skovhus Peer Gynt Rainer Trost Der Alte, König der Trolle Andrew Owens Mads \| Bedienter Stefan Cerny Der Präsident \| Ein Unbekannter Michael Laurenz Erster Kaufmann \| Vogt \| Hoftroll Zoltán Nagy Zweiter Kaufmann \| Der Schmied Igor Bakan Dritter Kaufmann \| Der Haegstadbauer \| Zuhälter |

## Spielzeit 2017–18
| Die Zauberflöte von Emanuel Schikaneder und Wolfgang Amadeus Mozart, 17. bis 28. September 2017 (sechs Vorstellungen) | | | |
| Akademie für Alte Musik Berlin Arnold Schoenberg Chor Erwin Ortner Chorleitung René Jacobs | Torsten Fischer Herbert Schäfer, Vasilis Triantafilopoulos Karl Alfred Schreiner Choreographie Herbert Schäfer Dramaturgie | Nina Minasyan Königin der Nacht Sophie Karthäuser Pamina Katharina Ruckgaber Papagena Birgitte Christensen Erste Dame Kai Rüütel Zweite Dame Katharina Magiera Dritte Dame | Dimitry Ivashchenko Sarastro Sebastian Kohlhepp Tamino Daniel Schmutzhard Papageno Stephan Loges Der Sprecher Michael Smallwood Monostatos Florian Köfler Priester/Geharnischter Florianer Sängerknaben Drei Knaben |
| Wozzeck von Georg Büchner und Alban Berg, 15. bis 27. Oktober 2017 (sechs Aufführungen) | | | |
| Wiener Symphoniker Arnold Schoenberg Chor Erwin Ortner Chorleitung Leo Hussain | Robert Carsen Gideon Davey Robert Carsen, Peter van Praet Ian Burton Dramaturgie                                           | Lise Lindstrom Marie Juliette Mars Margret | Florian Boesch Wozzeck Aleš Briscein Tambourmajor John Daszak Hauptmann Stefan Cerny Doktor Benjamin Hulett Andres Erik Årman Der Narr Lukas Jakobski Erster Handwerksbursch Kristján Jóhannesson Zweiter Handwerksbursch |
| Ring-Trilogie, Bearbeitung des Ring des Nibelungen von Richard Wagner für drei Abende in einer Fassung von Tatjana Gürbaca, Bettina Auer und Constantin Trinks, kompositorisch betreut von Anton Safronov - Hagen, 1. bis 29. Dezember 2017 (vier Aufführungen), Auszüge aus Das Rheingold und Götterdämmerung - Siegfried, 2. bis 30. Dezember 2017 (vier Aufführungen), Auszüge aus Siegfried und Die Walküre - Brünnhilde, 3. bis 31. Dezember 2017 (vier Aufführungen), Auszüge aus Die Walküre und Götterdämmerung | | | |
| ORF Radio-Symphonieorchester Wien Arnold Schoenberg Chor Erwin Ortner Chorleitung Constantin Trinks | Tatjana Gürbaca Henrik Ahr, Barbara Drosihn Stefan Bolliger Bettina Auer Dramaturgie                                       | Ingela Brimberg Brünnhilde Ann-Beth Solvang Waltraute \| Flosshilde Liene Kinca Gutrune \| Sieglinde Mirella Hagen Woglinde \| Waldvogel Raehann Bryce-Davis Wellgunde     | Aris Argiris Wotan \| Wanderer Daniel Johansson Siegmund Daniel Brenna Siegfried Samuel Youn Hagen Kristján Jóhannesson Gunther Martin Winkler Alberich Marcel Beekman Mime Michael J. Scott Loge |
| Maria Stuarda von Friedrich Schiller und Gaetano Donizetti (1835), Libretto von Giuseppe Bardari, 19. bis 30. Jänner 2018 (sechs Vorstellungen) | | | |
| ORF Radio-Symphonieorchester Wien Arnold Schoenberg Chor Erwin Ortner Chorleitung Paolo Arrivabeni | Christof Loy Katrin Lea Tag Bernd Purkrabek Choreographie Yvonne Gebauer Dramaturgie                                       | Marlis Petersen Maria Stuarda Alexandra Deshorties Elisabetta Natalia Kawalek Anna Kennedy, nutrice di Maria                                                               | Norman Reinhardt Roberto, Conte di Leicester Stefan Cerny Giorgio Talbot, Conte di Shrewsbury Tobias Greenhalgh Lord Guglielmo Cecil |
| Saul, Oratorium von Charles Jennens und Georg Friedrich Händel (1739), 16. bis 27. Februar 2018 (sechs Vorstellungen) | | | |
| Freiburger Barockorchester Arnold Schoenberg Chor Erwin Ortner Chorleitung Laurence Cummings | Claus Guth Christian Schmidt Bernd Purkrabek Ramses Sigl Choreographie Arian Andiel Video Yvonne Gebauer Dramaturgie       | Anna Prohaska/Carolina Lippo/Cornelia Horak Merab Giulia Semenzato Michal                                                                                                  | Florian Boesch Saul Jake Arditti David Quentin Desgeorges Amalekite Paul Lorenger Evil Spirit |
| Der Besuch der alten Dame von Friedrich Dürrenmatt und Gottfried von Einem (1971), 16. bis 28. März 2018 (sechs Vorstellungen) | | | |
| ORF Radio-Symphonieorchester Wien Arnold Schoenberg Chor Erwin Ortner Chorleitung Michael Boder | Keith Warner David Fielding John Bishop Karl Alfred Schreiner Choreographie David Haneke Video                             | Katarina Karnéus Claire Zachanassian Cornelia Horak Mathilde, Ills Frau Anna Marshania Ottilie, Ills Tochter Anna Gillingham Erste Frau Carolina Lippo Zweite Frau         | Ernst Allan Hausmann Gatte VII Erik Årman Gatte IX Mark Milhofer Boby, Butler Antonio Gonzales Koby \| Boomer Alexander Linner Loby \| Pressemann Jakob Müller Roby Rudolf Karasek Toby Russell Braun Alfred Ill Johannes Bamberger Ills Sohn Raymond Very Bürgermeister Martin Achrainer Dr. Nüsslein, Arzt Florian Köfler Hahncke, Polizist Botond Odor Hofbauer Matteo Loi Helmesberger |
| A Midsummer Night’s Dream von William Shakespeare und Benjamin Britten (1960), Libretto vom Komponisten und von Peter Pears, 15. bis 25. April 2018 (sechs Vorstellungen) | | | |
| Wiener Symphoniker St. Florianer Sängerknaben Antonello Manacorda | Damiano Michieletto Paolo Fantin, Klaus Bruns Alessandro Carletti Landsmann + Landsmann Video                              | Daniela Fally Tytania Maresi Riegner Puck Ann-Beth Solvang Hippolyta Natalia Kawalek Hermia Mirella Hagen Helena                                                           | Bejun Mehta Oberon Günes Gürle Theseus Rupert Charlesworth Lysander Tobias Greenhalgh Demetrius Tareq Nazmi Bottom Lukas Jakobski Qunice Michael Laurenz Flute Dumitru Madarašan Snug Andrew Owens Snout Kristján Jóhannesson Starveling |

## Spielzeit 2018 19
| Alcina, Musik von Georg Friedrich Händel, Libretto nach Antonio Fanzaglias L´isola d´Alcina, 15.09. bis 26.09.2018, (sechs Vorstellungen)                                                                                                   | | | |
| Concentus Musicus WienArnold Schoenberg ChorErwin Ortner Chorleitung Stefan Gottfried | Tatjana Gürbaca Regie Katrin Lea Tag Ausstattung Reinhard Traub Licht Bettina Auer Dramaturgie                                                                                    | Marlis Petersen Alcina Mirella Hagen Morgana, Alcinas Schwester Katarina Bradić Bradamante, Ruggieros Verlobte                                                                                                   | David Hansen Ruggiero Rainer Trost Oronte, Alcinas Feldherr Florian Köfler Melisso, Bradamantes Begleiter Christian Ziemski / Moritz Strutzenberger Oberto, Sohn Astolfos |
| Guillaume Tell, Musik von Gioachino Rossini, Libretto von Étienne de Jouy und Hippolyte Bis nach Friedrich Schillers Schauspiel Wilhelm Tell, 13.10. bis 27.10.2018, (sechs Vorstellungen)                                                  | | | |
| Wiener SymphonikerArnold Schoenberg ChorErwin Ortner Chorleitung Diego Matheuz | Torsten Fischer Regie Herbert Schäfer, Vasilis Triantafilopoulos Ausstattung Franz Tscheck Licht Karl Alfred Schreiner Choreografie Jan Frankl, Video Herbert Schäfer Dramaturgie | Jane Archibald Mathilde Marie-Claude Chappuis Hedwige Anita Rosati Jemmy | Christoph Pohl Guillaume Tell John Osborn Arnold Melcthal Jérôme Varnier Melcthal Ante Jerkunica Gesler Edwin Crossley-Mercer Walter Fürst Anton Rositskiy Ruodi Sam Furness Rodolphe Lukas Jakobski Leuthold |
| Teseo, Musik von Georg Friedrich Händel, Libretto von Nicola Francesco Haym, 14.11. bis 25.11.2018, (sechs Vorstellungen) | | | |
| Akademie für Alte Musik BerlinArnold Schoenberg ChorErwin Ortner Chorleitung René Jacobs | Moshe Leiser, Patrice Caurier Regie Christian Fenouillat Bühne Agostino Cavalca Kostüme Christophe Forey Licht                                                                    | Lena Belkina Teseo, sein Sohn Gaëlle Arquez Medea Mari Eriksmoen Agilea Robin Johannsen Clizia Soula Parassidis Fedra                                                                                            | Christophe Dumaux Egeo Benno Schachtner Arcane |
| Euryanthe, Musik von Carl Maria von Weber, Libretto von Helmina de Chézy, 12.12. bis 31.12.2018, (sechs Vorstellungen) | | | |
| ORF Radio-Symphonieorchester WienArnold Schoenberg ChorErwin Ortner Chorleitung Constantin Trinks | Christof Loy Regie Johannes Leiacker Bühne Judith Weihrauch Kostüme Reinhard Traub Licht Klaus Bertisch Dramaturgie                                                               | Jacquelyn Wagner Euryanthe Theresa Kronthaler Eglantine Eva Maria Neubauer Herzogin von Burgund | Stefan Cerny König Ludwig VI Norman Reinhardt Adolar Andrew Foster-Williams Lysiart |
| King Arthur, Musik von Henry Purcell, Libretto von John Dryden nach dem gleichnamigen Schauspiel von John Dryden und Robert Howard, 17.01. bis 30.01.2019, (sechs Vorstellungen), Originalproduktion der Staatsoper Unter den Linden Berlin | | | |
| Concentus Musicus WienArnold Schoenberg ChorErwin Ortner Chorleitung Stefan Gottfried | Sven-Eric Bechtolf Regie Julian Crouch Regie & Bühne Kevin Pollard Kostüme Gail Skrela Choreografie Olaf Freese Licht Joshua Higgason Video Detlef Giese Dramaturgie              | Martina Janková Philidel / Schäferin / Cupido / Sirene / Venus (Sopran) Robin Johannsen Priesterin / Honour / Schäferin / "SHE" / Sirene / Nereide (Sopran) Meike Droste Emmeline Sigrid Maria Schnückel Matilda | Rodrigo Sosa Dal Pozzo Priester / "HE" / Baumgeist / Fahnenträger (Altus) Mark Milhofer Priester / Herold / Baumgeist / Hirte / Comus (Tenor) Johannes Bamberger Priester / Schäfer / Baumgeist / Hirte / Comus (Tenor) Jonathan Lemalu Priester / Grimbalds Stimme / Frostgeist / Baumgeist / Aeolus / Hirte / Coums (Bass) Dumitru Mădăraşăn Priester / Pan / Comus (Bass) Michael Rotschopf Arthur Quentin Retzl / Samuel Wegleitner Arthur junior Jörg Gudzuhn Merlin Oliver Stokowski Osmond Max Urlacher Oswald Tom Radisch Grimbald Roland Renner Conon Steffen Scheumann Aurelius |
| Elias, Musik von Felix Mendelssohn Bartholdy, Text nach Worten des alten Testaments, 16.02. bis 27.02.2019, (sechs Vorstellungen) | | | |
| ORF Radio-Symphonieorchester WienArnold Schoenberg ChorErwin Ortner Chorleitung Jukka-Pekka Saraste | Calixto Bieito Regie Rebecca Ringst Bühne Ingo Krügler Kostüme Michael Bauer Licht Sarah Derendinger Videodesign Bettina Auer Dramaturgie                                         | Maria Bengtsson Die Witwe Ann-Beth Solvang Die Königin Carolina Lippo Seraph Anna Marshania Die Wartende | Christian Gerhaher Elias Kai Rüütel Der Engel Maximilian Schmitt Obadjah Florian Köfler Der Verlorene Michael J. Scott Ahab Antonio Gonzales (Mitglied des Arnold Schoenberg Chores) Der Suchende Marcell Krokovay (Mitglied des Arnold Schoenberg Chores) Der Bittende Ein Wiener Sängerknabe Ein Knabe |
| Die Jungfrau von Orleans, Musik und Libretto von Peter Iljitsch Tschaikowski nach Friedrich Schillers gleichnamiger romantischer Tragödie, 16.03. bis 27.03.2019, (sechs Vorstellungen)                                                     | | | |
| Wiener SymphonikerArnold Schoenberg ChorErwin Ortner Chorleitung Oksana Lyniv | Lotte de Beer Regie Clement & Sanou Ausstattung Alessandro Carletti Licht Peter te Nuyl Dramaturgie Ran Arthur Braun Choreografie                                                 | Lena Belkina JohannaSimona Mihai Agnès Sorel | Willard White Thibaut d'Arc, ihr Vater Raymond Very Raimond, ihr Verlobter Dmitry Golovnin König Karl VII Martin Winkler Erzbischof von Reims Kristján Jóhannesson Lionel Daniel Schmutzhard Dunois Igor Bakan Bertrand Florian Köfler Loré Ivan Zinoviev Ein Soldat |
| Orlando, Musik von Georg Friedrich Händel, Libretto nach Sigismondo Capeces Dramma pastorale Orlando ovvero La gelosa pazzia, 14.04. bis 28.04.2019, (sechs Vorstellungen)                                                                  | | | |
| Il Giardino ArmonicoGiovanni Antonini | Claus Guth Regie Christian Schmidt Ausstattung Bernd Purkrabek Licht rocafilm . Videodesign Ronny Dietrich Dramaturgie                                                            | Anna Prohaska Angelica Giulia Semenzato Dorinda | Christophe Dumaux Orlando Florian Boesch Zoroastro Raffaele Pe Medoro |
| Oberon, Musik von Carl Maria von Weber, Libretto von James Robinson Planché, ins Deutsche übersetzt von Theodor Hell, 13.05. bis 19.05.2019, (vier Vorstellungen), Eine Koproduktion mit der Bayerischen Staatsoper München                 | | | |
| Wiener KammerOrchesterArnold Schoenberg ChorErwin Ortner Chorleitung Thomas Guggeis | Nikolaus Habjan Regie Jakob Brossmann Bühne Denise Heschl Kostüme Michael Bauer Licht                                                                                             | Juliette Mars Titania, Oberons Gemahlin Manuela Linshalm Erster Puck Annette Dasch Rezia, des Kalifen Tochter Natalia Kawałek Fatime, deren Vertraute Jenna Siladie Meermädchen                                  | Mauro Peter, Oberon König der Elfen Daniel-Frantisek Kamen Zweiter Puck Sebastian Mock Dritter Puck Vincent Wolfsteiner Hüon von Bourdeaux Daniel Schmutzhard Scherasmin, sein Knappe |